# Isao Iwabuči
Isao Iwabuči (17. listopadu 1933 – 16. dubna 2003) byl japonský fotbalista.

## Reprezentace
Isao Iwabuči odehrál 8 reprezentačních utkání. S japonskou reprezentací se zúčastnil letních olympijských her 1956.

## Statistiky
| Japonsko | Japonsko | Japonsko |
| Roky     | Záp.     | Góly     |
| -------- | -------- | -------- |
| 1955     | 3        | 1        |
| 1956     | 3        | 1        |
| 1957     | 0        | 0        |
| 1958     | 2        | 0        |
| Celkem   | 8        | 2        |